# Джефферсон (округ, Пенсільванія)
Шаблон:StateAbbr_ 41°08′ пн. ш. 79°00′ зх. д. / 41.13° пн. ш. 79° зх. д.
Округ Джефферсон (англ. Jefferson County) — округ (графство) у штаті Пенсільванія, США. Ідентифікатор округу 42065.

## Історія
Округ утворений 1830 року.

## Демографія
За даними перепису
2000 року
загальне населення округу становило 45932 осіб, зокрема міського населення було 15542, а сільського — 30390.
Серед мешканців округу чоловіків було 22465, а жінок — 23467. В окрузі було 18375 домогосподарств, 12861 родин, які мешкали в 22104 будинках.
Середній розмір родини становив 2,96.
Віковий розподіл населення поданий у таблиці:
| Стать    | До 15 років | 15-21 | 22-29 | 30-39 | 40-49 | 50-65 | 65-85 | Понад 85 |
| -------- | ----------- | ----- | ----- | ----- | ----- | ----- | ----- | -------- |
| Чоловіки | 4459        | 2300  | 1946  | 3128  | 3595  | 3674  | 3039  | 324      |
| Жінки    | 4246        | 2032  | 1912  | 3060  | 3515  | 3839  | 4113  | 750      |

## Суміжні округи
- Елк — північний схід
- Клірфілд — схід
- Індіана — південь
- Армстронг — південний захід
- Клеріон — захід
- Форест — північний захід

## Виноски
1. ↑  U.S. Decennial Census. United States Census Bureau. Архів оригіналу за 26 квітня 2015. Процитовано 8 березня 2015.
2. ↑  Historical Census Browser. University of Virginia Library. Архів оригіналу за 11 серпня 2012. Процитовано 8 березня 2015.
3. ↑  Forstall, Richard L., ред. (24 березня 1995). Population of Counties by Decennial Census: 1900 to 1990. United States Census Bureau. Архів оригіналу за 20 березня 2015. Процитовано 8 березня 2015.
4. ↑  Census 2000 PHC-T-4. Ranking Tables for Counties: 1990 and 2000 (PDF). United States Census Bureau. 2 квітня 2001. Архів (PDF) оригіналу за 18 грудня 2014. Процитовано 8 березня 2015.
5. ↑  State & County QuickFacts. United States Census Bureau. Архів оригіналу за 6 червня 2011. Процитовано 17 листопада 2013.(англ.) Наведено за англійською вікіпедією.
6. ↑  American FactFinder. Бюро перепису населення США. Архів оригіналу за 21 травня 2008. Процитовано 31 січня 2008.

| США | Це незавершена стаття з географії США. Ви можете допомогти проєкту, виправивши або дописавши її. |